# Vaestgoetlandský špic
Švédský valhaund nebo Västgötlandský špic  známý již v z 18. století, je pravděpodobně původní švédské plemeno psa, jeho historie je však nejistá. Je velmi podobný velškorgim Cardigan.

## Historie

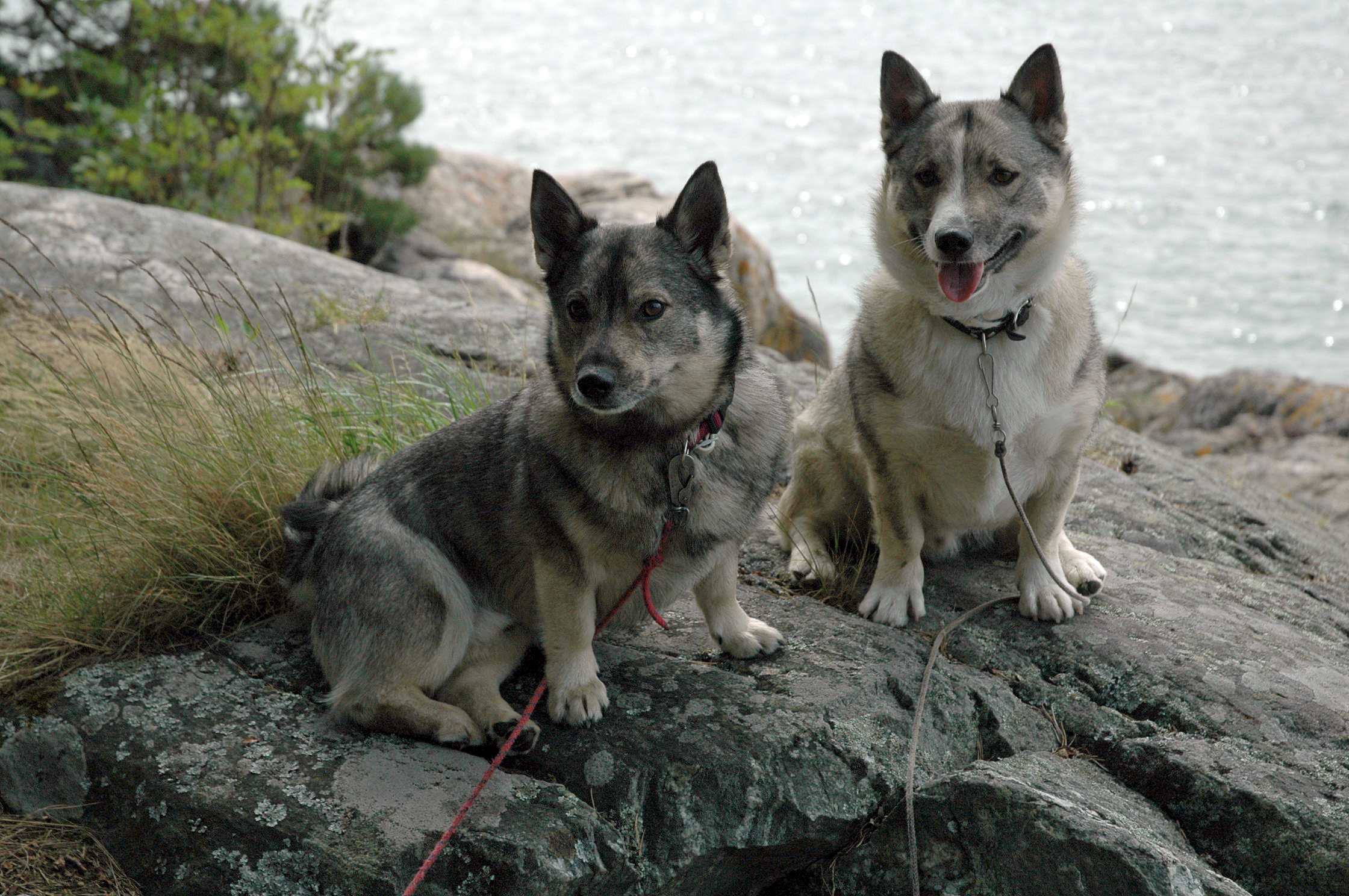
Vaestgoetlandský špic - fena a pes

Není jisté, zda ho přivezli z Anglie do Švédska Vikingové, ale moderní výzkumy ukazují na to, že valhaund je plemeno vyšlechtěné přímo ve Švédsku. Název vallhund se dá přeložit jako „lesní pes". Je to malý, ale velice vytrvalý a pevný pes. Zaujali hraběte Bjorna von Rosena a stali se tak základem pro jeho chov, a tím si pes zasloužil uznání a registraci västgötlandského špice jako švédské plemeno. V průběhu chovu se naštěstí podařilo zachovat ovčácký pud a tak je tento malý špic využíván převážně jako pracovní plemeno. Švédský valhaund je chován spíše v severských zemích, v České republice se s ním nesetkáme.

## Popis
Västgötlandský špic je učenlivý a inteligentní pes. Hodí se jako skvělý společník do rodiny s dětmi, ale stejně tak se hodí i pro pracovní účely díky jeho loveckému pudu. K ostatním psům a menším zvířatům se chová bezproblémově, dobře vychází i s malými dětmi. Má protáhlou hlavu připomínající liščí hlavu. Setkáváme se s dvěma typy ocasu, s přirozeně krátkým nebo dlouhým ocasem. Švédský valhaund má typické vztyčené uši a na čumáku bývá obvykle světlá maska. Má středně dlouhou, velmi hustou a zároveň drsnou srst. Nejčastější barevná kombinace jsou šedavé odstíny hnědé, žluté a červenohnědé. Bílé stopy se vyskytují pouze na hrudníku nebo kolem krku. Pes je v kohoutku vysoký 32–35 cm, fena 29–32 cm, a hmotnost se pohybuje mezi 9–14 kg.

## Péče a výchova
Västgötlandský špic je pracovní plemeno, kterému nechybí energie a je velice aktivní. Může se chovat i v bytě, ale je nutné časté venčení nebo výběh. Díky jeho aktivitě a obratnosti je vhodný na agility soutěže, kde vybije svoji přebytečnou energii. 

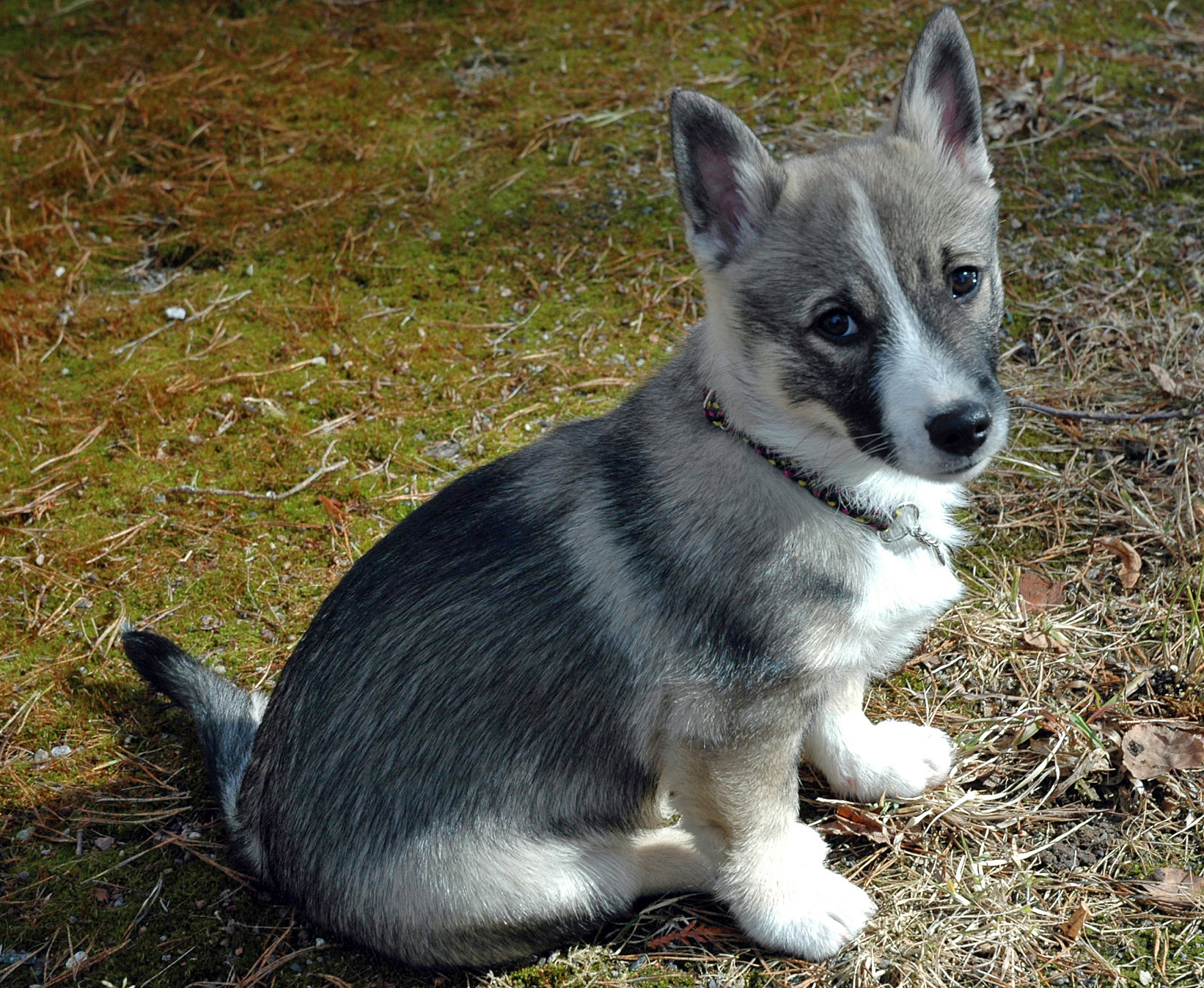
tříměsíční štěně